# Szalagos lile
A szalagos lile (Charadrius tricollaris) a madarak osztályának lilealakúak (Charadriiformes) rendjébe, ezen belül a lilefélék (Charadriidae) családjába tartozó faj.

## Rendszerezése
A fajt Louis Pierre Vieillot francia ornitológus írta le 1818-ban. Egyes szervezetek az Afroxyechus nembe sorolják Afroxyechus tricollaris néven.

## Alfajai
- Charadrius tricollaris bifrontatus Cabanis, 1882
- Charadrius tricollaris tricollaris Vieillot, 1818[1]

## Előfordulása
Angola, Botswana, Burundi, Csád, a Dél-afrikai Köztársaság, Dél-Szudán, Elefántcsontpart, Dzsibuti, Egyiptom, Eritrea, Etiópia, Gabon, Ghána, Kamerun, Kenya, a Kongói Köztársaság, a Kongói Demokratikus Köztársaság, Lesotho, Malawi, Mozambik, Namíbia, Niger, Nigéria, Ruanda, Szomália, Szudán, Szváziföld, Tanzánia, Uganda, Zambia és Zimbabwe területén honos.
Természetes élőhelyei a homokos és kavicsos tengerpartok, torkolatok, sós lagúnák, édes vizű tavak, folyók és patakok környéke. Állandó, nem vonuló faj.

## Megjelenése
Testhossza 18 centiméter, testtömege 25-43 gramm.

## Szaporodása
|  |  |

## Természetvédelmi helyzete
Az elterjedési területe rendkívül nagy, egyedszáma pedig ismeretlen. A Természetvédelmi Világszövetség Vörös listáján nem fenyegetett fajként szerepel.